# Мансури, Лотфи
Лотфолла (Лотфи) Мансури (перс. لطفی منصوری‎,
15 июня 1929, Тегеран, Иран — 30 августа 2013, Сан-Франциско, США) — оперный режиссёр, генеральный директор Канадской оперы и Оперы Сан-Франциско, кавалер Ордена Искусств и литературы (1992). Считается изобретателем оперных субтитров — текста либретто, проецируемого над сценой в ходе спектакля.

## Биография
Лотфолла Мансури родился 15 июня 1929 года в Тегеране.
Изучал психологию в Калифорнийском университете в Лос-Анджелесе, получил степень бакалавра искусств (1953), работал там же помощником профессора (1957—1960). Благодаря своему сходству с Энрико Карузо, Мансури снялся в эпизодической роли в сериале. После окончания университета некоторое время учился вокалу у оперной звезды Лотты Леман. Первой режиссёрской работой Лотфи Мансури стала постановка оперы «Так поступают все» В. А. Моцарта в Городском колледже Лос-Анджелеса и несколько спектаклей в колледже Мэримаунт.
С 1960 по 1966 Мансури работал режиссёром-постановщиком в Цюрихской опере, где в первый год работы поставил спектакли «Амал и ночные гости» Дж. Менотти, «Травиата» Дж. Верди, «Дон Паскуале» Г. Доницетти, «Самсон и Далила» К. Сен-Санса. С 1966 по 1976 был главным режиссёром Женевской оперы. В этот период Мансури поставил и несколько спектаклей в оперных театрах США, в том числе в Метрополитен-опера.
С 1971 по 1988 Лотфи Мансури работал в должности генерального директора Канадской оперы в Торонто. Мансури познакомил канадскую публику с операми «Лулу» А. Берга и «Смерть в Венеции» Б. Бриттена. В 1983 году Канадская опера впервые представила оперу Р. Штрауса «Электра» с субтитрами, с помощью которых зрители могли следить за либретто по ходу спектакля. Считается, что этот случай был первым случаем использования субтитров в опере. В своей книге An Operatic Journey Мансури писал, что субтитры - его самая большая гордость, он назвал их самым демократичным и либеральным инструментом, который можно использовать в современную эпоху.
С 1988 году Мансури стал четвёртым генеральным директором Оперы Сан-Франциско, сменив на этом посту Теренса Макьюэна. На долю Мансури пришёлся период восстановления резиденции оперы Сан-Франциско — театра «Военный мемориал», сильно пострадавшего при землетрясении Лома-Приета в 1989 году. Реконструкция обошлась в 86 млн долларов и заняла несколько лет, в течение которых спектакли проходили в Городской аудитории Билла Грэма. При новом руководителе репертуар театра обогатился новыми постановками, заслужившими хорошие отзывы критиков, в их числе «Смерть Клингхоффера» Дж. Адамса (1992), «Опасные связи» К. Сусы (1994), «Харви Милк» С. Уоллеса (1996, совместно с Хьюстонской оперой и Нью-Йорк Сити Опера), «Трамвай „Желание“» А. Превина (1998), «Мертвец идет» Дж. Хегги (2000). Мансури курировал показ Сан-Франциско спектаклей Театра оперы и балета имени Кирова под управлением В. Гергиева. Широкое использование современной оперы в репертуаре создало театру репутацию новаторского, которую Опера Сан-Франциско сохраняет и поныне. Лотфи Мансури возглавлял Оперу Сан-Франциско по 2001 год. Дебютировав в Сан-Франциско как режиссёр в 1963 году, всего за годы сотрудничества Лотфи Мансури поставил здесь более 75 спектаклей. Заслуги режиссёра были отмечены памятной доской в вестибюле театра.
Театральный деятель скончался в своем доме в пригороде Сан-Франциско от рака поджелудочной железы.

## Видеография
- Г. Доницетти, «Дочь полка» (La fille du régiment) — 1974, с Беверли Силлс, Arthaus
- В. Беллини, «Норма» (Norma) — 1981, с Джоан Сазерленд, VAI (2001)
- Г. Доницетти, «Анна Болейн» (Anna Bolena) — с Джоан Сазерленд, VAI (2001)
- Дж. Мейербер, «Африканка» (L’africaine) — 1988, с Ширли Верретт и Пласидо Доминго
- Дж. Мейербер, «Гугеноты» (Les Huguenots) — 1990, с Джоан Сазерленд OpusArte (2007)
- М. Глинка, «Руслан и Людмила» — 1995, с Анной Нетребко, Мариинский театр, дир. Валерий Гергиев, Philips
- А. Превин, «Трамвай „Желание“» (A Streetcar Named Desire) — 1998, с Рене Флеминг, Arthaus
- Ф. Легар, «Весёлая вдова» (The Merry Widow) — 2001, OpusArte (2003)